# استثمار النبيذ
ينظر البعض إلى النبيذ ، مثل السبائك الذهبية والعملات النادرة ، على أنه استثمار بديل. في حين يتم شراء معظم النبيذ بقصد استهلاكه ، يتم شراء بعض أنواع النبيذ بقصد إعادة بيعها بسعر أعلى في المستقبل.

## خلفية

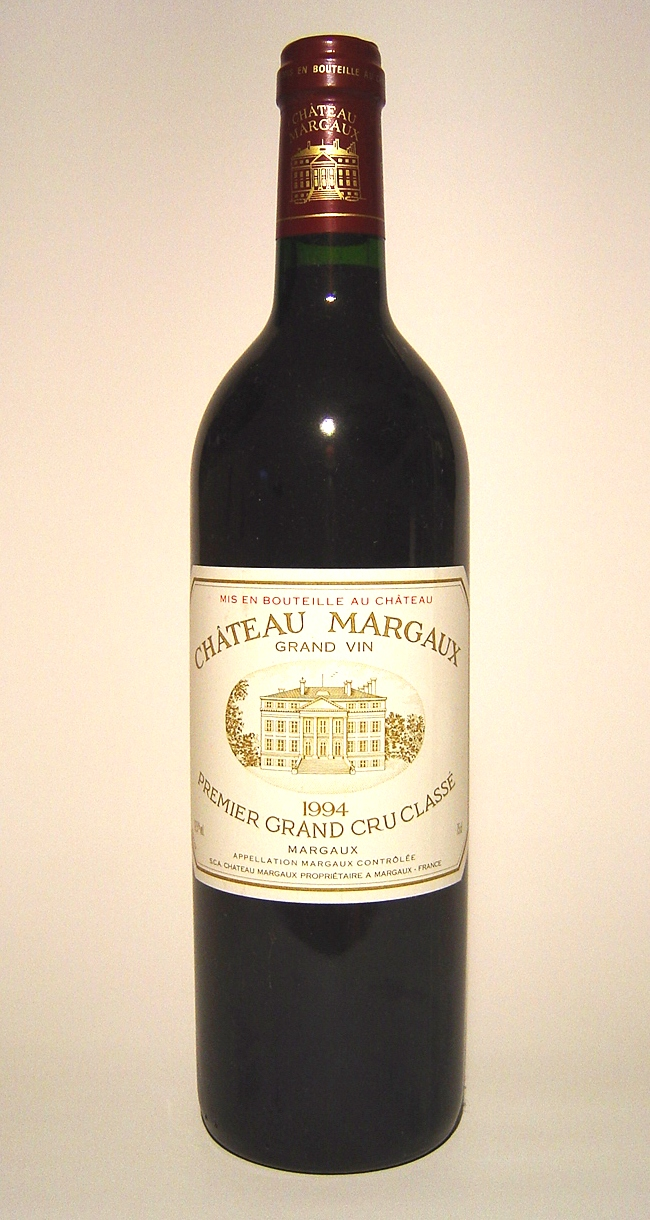
نبيذ Château Margaux، أحد أكثر انواع النبيذ المستخدم كأستثمار.

عادة ما يتم الاستثمار في النبيذ بإحدى طريقتين رئيسيتين. الأول يتضمن شراء وإعادة بيع زجاجات فردية أو صناديق نبيذ معينة (النبيذ للاستثمار يباع في مجموعات من 3 أو 6 أو 9 أو 12 أو 13). الخيار الآخر هو شراء أسهم في صندوق النبيذ الاستثماري الذي يجمع رأس مال المستثمرين. في الحالة الأولى (الشراء المباشر لحالات محددة من النبيذ) ، يوصى بأن يعمل المستثمرون عديمي الخبرة مع وسيط أو تاجر أو مستشار لتقليل المخاطر. تنشر العديد من السلطات أيضًا أدلة مستقلة للمستثمر للمساعدة في التنقل في فئة الاستثمار هذه. في الواقع ، تم تطبيق نماذج وصيغ معقدة لتتبع العوائد التاريخية لنبيذ الاستثمار.
في حين أنه قد يكون هناك عشرات الآلاف من منتجي النبيذ في جميع أنحاء العالم ، فمن المقدر أن ينتج 250 فقط نوعًا من النبيذ الممتاز الذي يستحق النظر إليه كاستثمار مالي. تشير التقديرات أيضًا إلى أن حوالي 90 في المائة من النبيذ العالمي ذي الدرجة الاستثمارية يتم إنتاجه في منطقة بوردو في فرنسا ، وهو ما يفسر سبب كون المنطقة هي الهدف الرئيسي للمحتالين الاستثماريين في النبيذ. شكلت الموانئ القديمة تاريخياً الكثير من بقية مخزون السوق ، ولكن الآن يوجد المزيد من الاختيارات المتنوعة والعالمية من النبيذ تجد طريقها إلى سوق المستثمرين.
قد تُباع أنواع النبيذ المتميزة من أفضل مزارع الكروم بآلاف الدولارات لكل زجاجة ، على الرغم من أن المصطلح الأوسع «النبيذ الفاخر» يغطي الزجاجات التي تباع بالتجزئة بسعر يزيد عن 30-50 دولارًا أمريكيًا. يعتبر البعض الخمور الاستثمارية من السلع الفاخرة ؛ أي أن الطلب عليها يزداد بدلاً من النقصان مع ارتفاع السعر. أكثر أنواع النبيذ شيوعًا التي يتم شراؤها للاستثمار تشمل النبيذ من بوردو ، بورغندي ، نبيذ عبادة من أوروبا وأماكن أخرى ، وميناء فينتدج .

## التاريخ
في حين أن النبيذ الفاخر موجود منذ قرون ،  أصبح البيع الرسمي والمنظم وإعادة بيع أفضل أنواع النبيذ من أجل الربح ظاهرة أكثر رسوخًا في أواخر السبعينيات وأوائل الثمانينيات. في الواقع ، على الأقل في الولايات المتحدة في الستينيات وأوائل السبعينيات من القرن الماضي ، كانت المقالات الصحفية حول الاستثمار في النبيذ أكثر احتمالية للتحذير من أنه من غير القانوني للأفراد بيع النبيذ ، وأن «الاستثمار» سيشربه المستثمر. ومع ذلك ، بحلول منتصف الثمانينيات ، في ولاية إلينوي ، وفي حالات خاصة في كاليفورنيا ، كان من القانوني بيع النبيذ بدون ترخيص بيع بالتجزئة ،  وكان المزيد من المستثمرين يتعلمون كيفية التعامل مع تداولاتهم من خلال الوسطاء القانونيين مع التراخيص اللازمة. في أوروبا ، القوانين أقل تقييدًا فيما يتعلق ببيع النبيذ وإعادة بيعه.

## عيوب
يوجد بعد المخاوف للاستثمار في النبيذ ، ومنها أن النبيذ المخزن (على عكس الأسهم والسندات التي تدفع توزيعات الأرباح) لا ينتج عنه أي عائد للمستثمر حتى يتم بيعه ، وأن تكاليف التأمين والتخزين تعني أن المستثمر يخسر المال أثناء انتظاره لزيادة قيمة النبيذ. هناك سيولة منخفضة في مخزون النبيذ في الولايات المتحدة ، حيث أن معظم الولايات الأمريكية لن تسمح إلا ببيع النبيذ الخاص من خلال المزادات ، والتي قد تأخذ عمولة من 15٪ إلى 25٪. وقد يجتذب الاستثمار في النبيذ الفاخر المحتالين في بعد الدول و منها المملكة المتحدة  والولايات المتحدة ،  الذين يستغلون جهل ضحاياهم بهذا القطاع من سوق النبيذ. يمكن أن تكون الخسائر التي يتكبدها المستثمرون لشركات استثمار النبيذ المحتالة كبيرة. غالبًا يكون الاحتيال في النبيذ عن طريق فرض أسعار باهظة للغاية على أنواع النبيذ غير التقليدية أو ذات المكانة المنخفضة من مناطق النبيذ الشهيرة ، مع الادعاء بأنه استثمار سليم لا يتأثر بالدورات الاقتصادية .

## روابط خارجية
- الرابطة الأمريكية لاقتصاديي النبيذ
- جمعية لندن للاستثمار النبيذ
- الاستثمار في النبيذ